# Oreodera granulifera
Oreodera granulifera là một loài bọ cánh cứng trong họ Cerambycidae.